# XXVI Congreso del Partido Comunista de la Unión Soviética
El XXVI Congreso del Partido Comunista de la Unión Soviética (en ruso: XXVI съезд КПСС ) se inauguró el 23 de febrero de 1981, con un discurso de cinco horas del Secretario General del Partido Comunista y el presidente del Presidium del Sóviet Supremo, Leonid Brézhnev. Este fue el último Congreso de Brezhnev, quien murió en 1982. Brezhnev propuso otra ronda de conversaciones sobre el control de armas. En un momento en que un liderazgo soviético envejecido enfrentaba una disminución en el crecimiento económico, severos problemas alimentarios en el país, graves incertidumbres sobre su futura relación con Estados Unidos y acontecimientos inquietantes en Polonia, el congreso finalizó su semana de discursos confirmando por unanimidad el liderazgo existente. El congreso eligió al XXVI Comité Central.

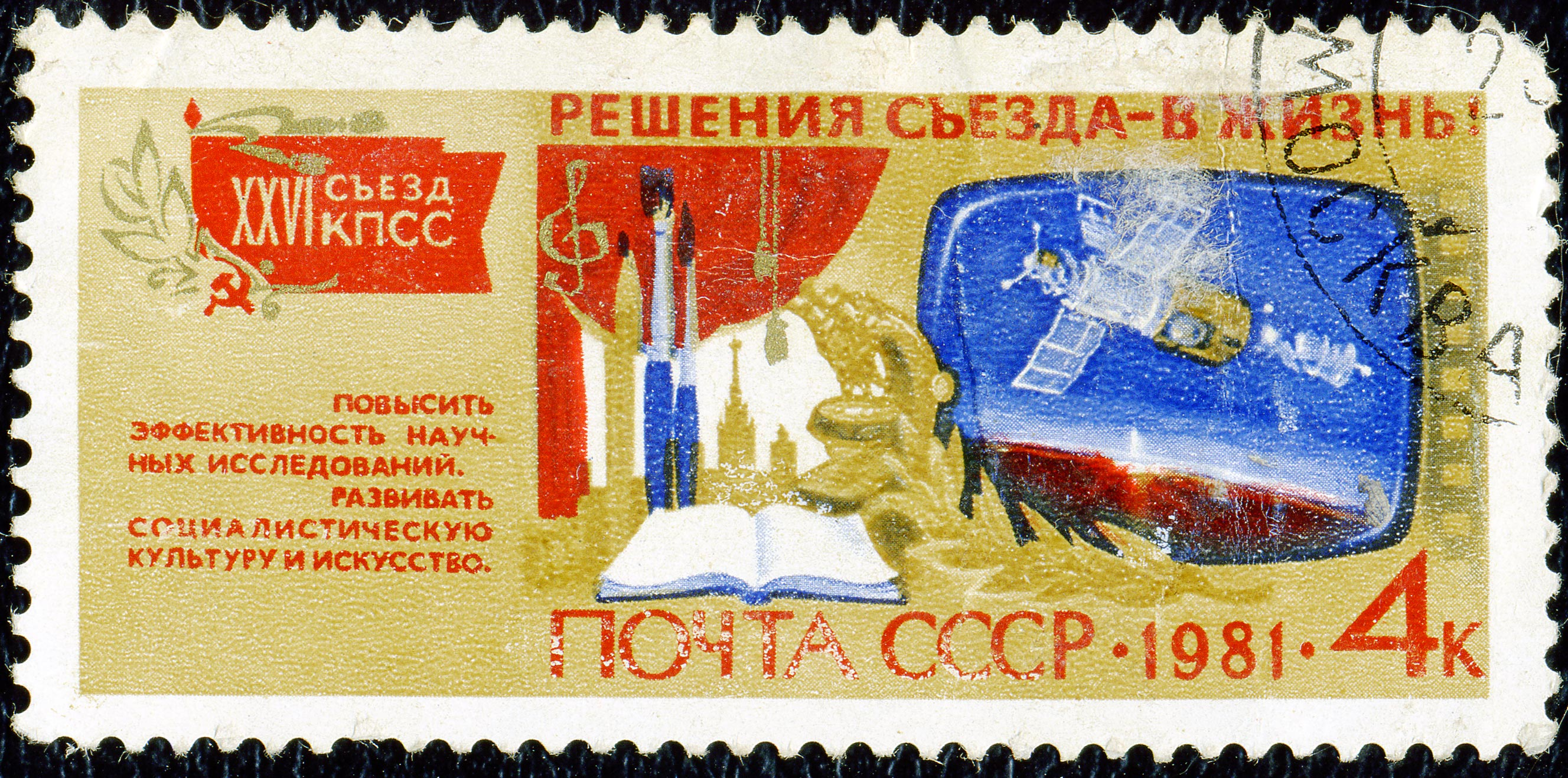
Sello postal soviético de 1981 que celebra el XXVI Congreso del PCUS.

La 1° Sesión Plenaria del XXVI Comité Central eligió al XXVI Politburó. Los miembros del XXVI Politburó eran todos miembros del XXVI Politburó. Los 14 miembros con derecho a voto, cuya edad promedio era de 69 años, y los ocho miembros sin derecho a voto (edad promedio de 65 años) fueron reelegidos. Ninguno de los miembros actuales del Politburó era un probable sucesor a largo plazo del secretario general Brezhnev, que tenía 74 años. Después de derrocar a Nikita Jrushchov en 1964, Brezhnev no repitió el error de Jrushchov de colocar a un rival más joven en una posición de mando desde la que podía alcanzar el poder supremo.